# 皮爾平托區
皮爾平托區（西班牙語：Distrito de Pillpinto），是秘魯的一個區，位於該國南部庫斯科大區的帕魯羅省，始建於1963年12月11日，面積79.13平方公里，海拔高度2,853米，2005年人口1,285，人口密度每平方公里16人。